# Chuan Leekpai
Chuan Leekpai (in thai ชวน หลีกภัย; Mueang Trang, 28 luglio 1938) è un politico e avvocato thailandese.
Ha svolto il ruolo di Primo ministro della Thailandia dal settembre 1992 al maggio 1995 e nuovamente dal novembre 1997 al febbraio 2001.
È avvocato, laureatosi in giurisprudenza alla Università Thammasat.
Divenne leader del Partito Democratico e fu eletto primo ministro nel settembre del 1992 in un governo di coalizione dopo aver vinto le elezioni tenutesi quel mese. Il suo governo sostituì il governo di transizione di Anand Panyarachun, che in giugno aveva sostituito il generale Suchinda Kraprayoon dopo i violenti scontri del maggio nero a Bangkok.
Alle elezioni del 1995 venne sconfitto ma riprese il ruolo di guida del governo nel novembre 1997, dopo la caduta dell'amministrazione di Chavalit Yongchaiyudh. Sconfitto alle elezioni del novembre 2000, rimase alla guida del governo fino all'insediamento del nuovo primo ministro Thaksin Shinawatra nel febbraio 2001.
Dopo le elezioni del 2019, fu eletto presidente del Parlamento e portavoce della Camera.